# Cultura di Stentinello

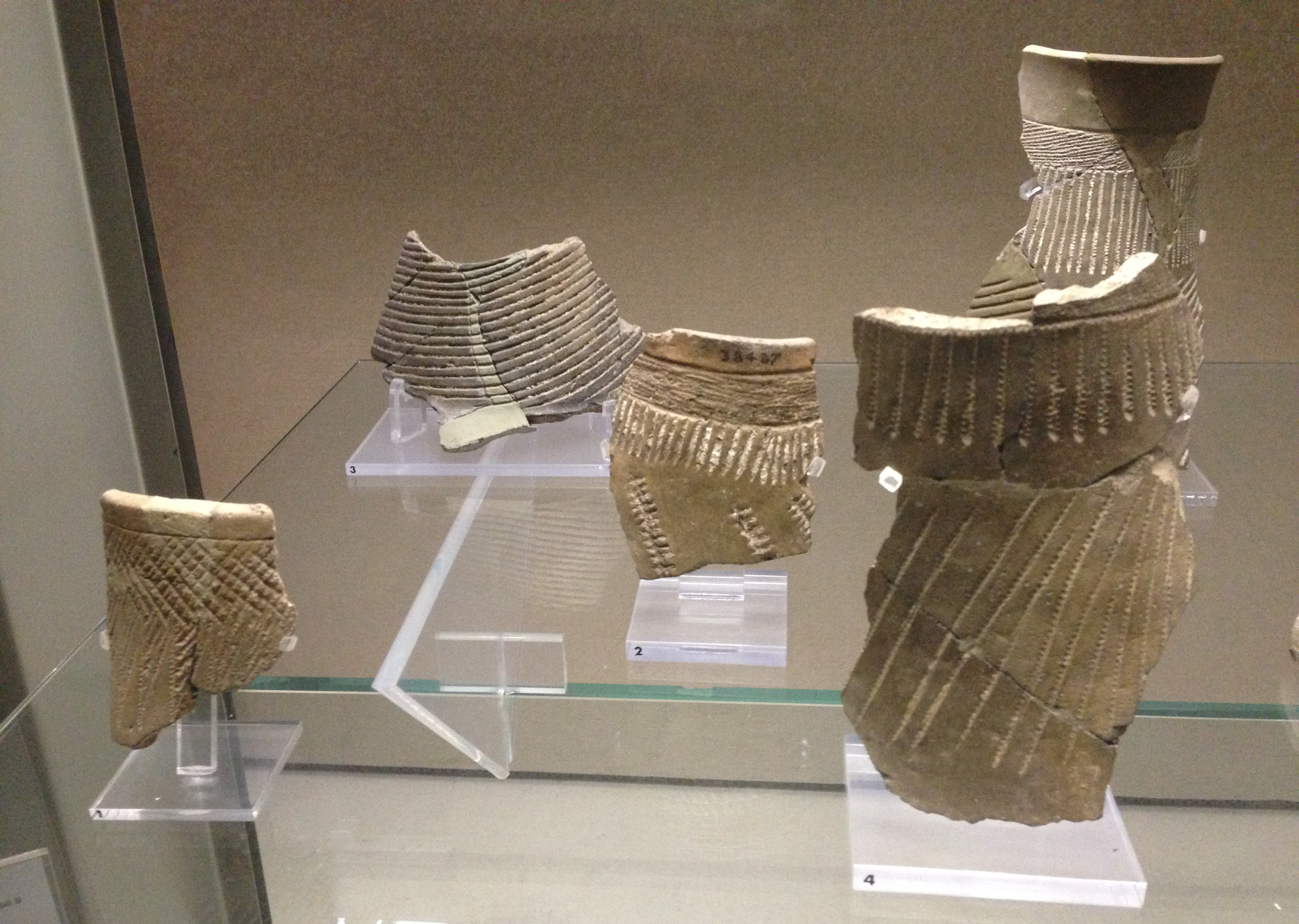
Frammenti ceramici della cultura di Stentinello (Museo archeologico regionale di Siracusa)

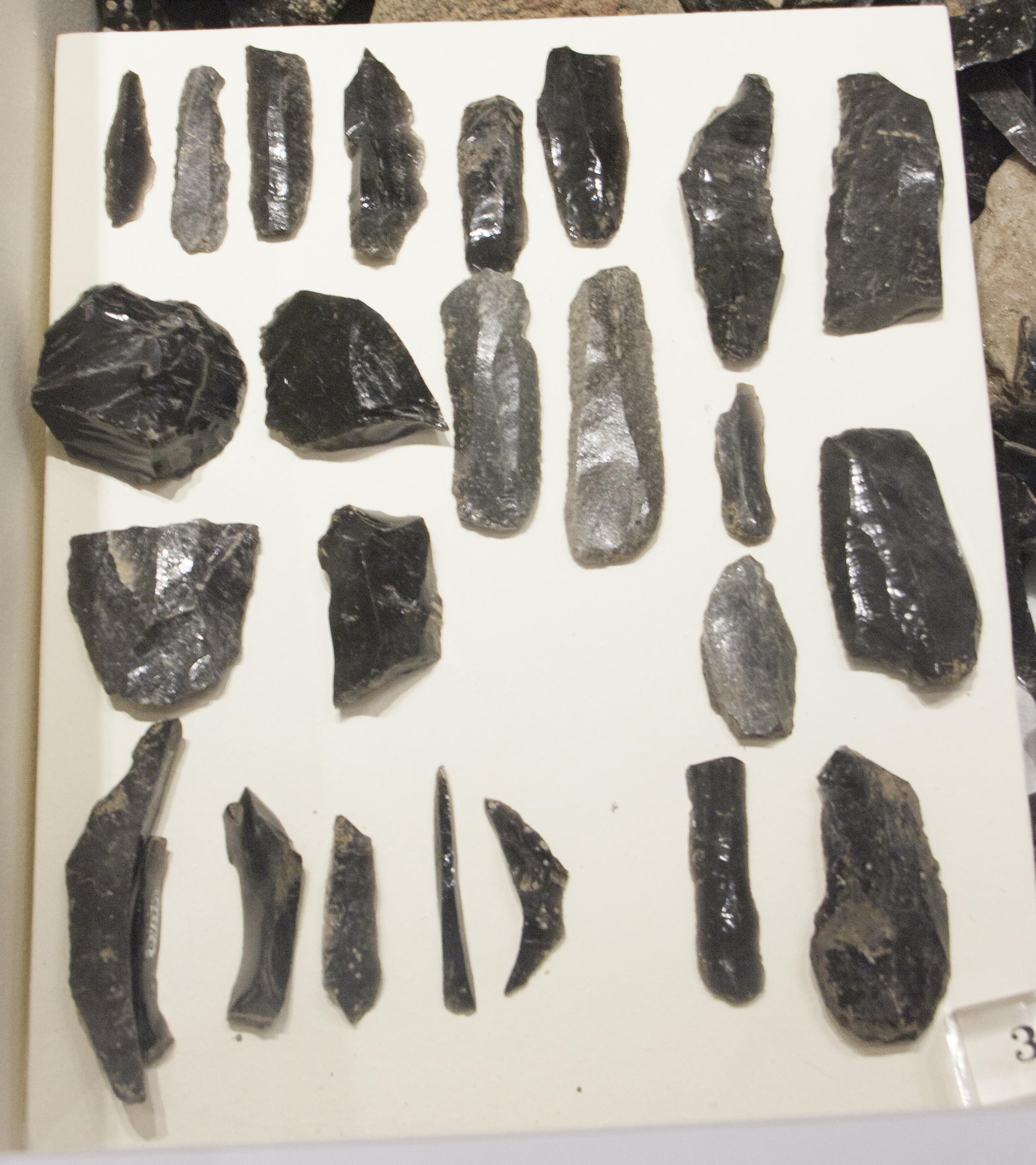
Schegge di ossidiana della cultura di Stentinello (Museo archeologico regionale eoliano a Lipari)

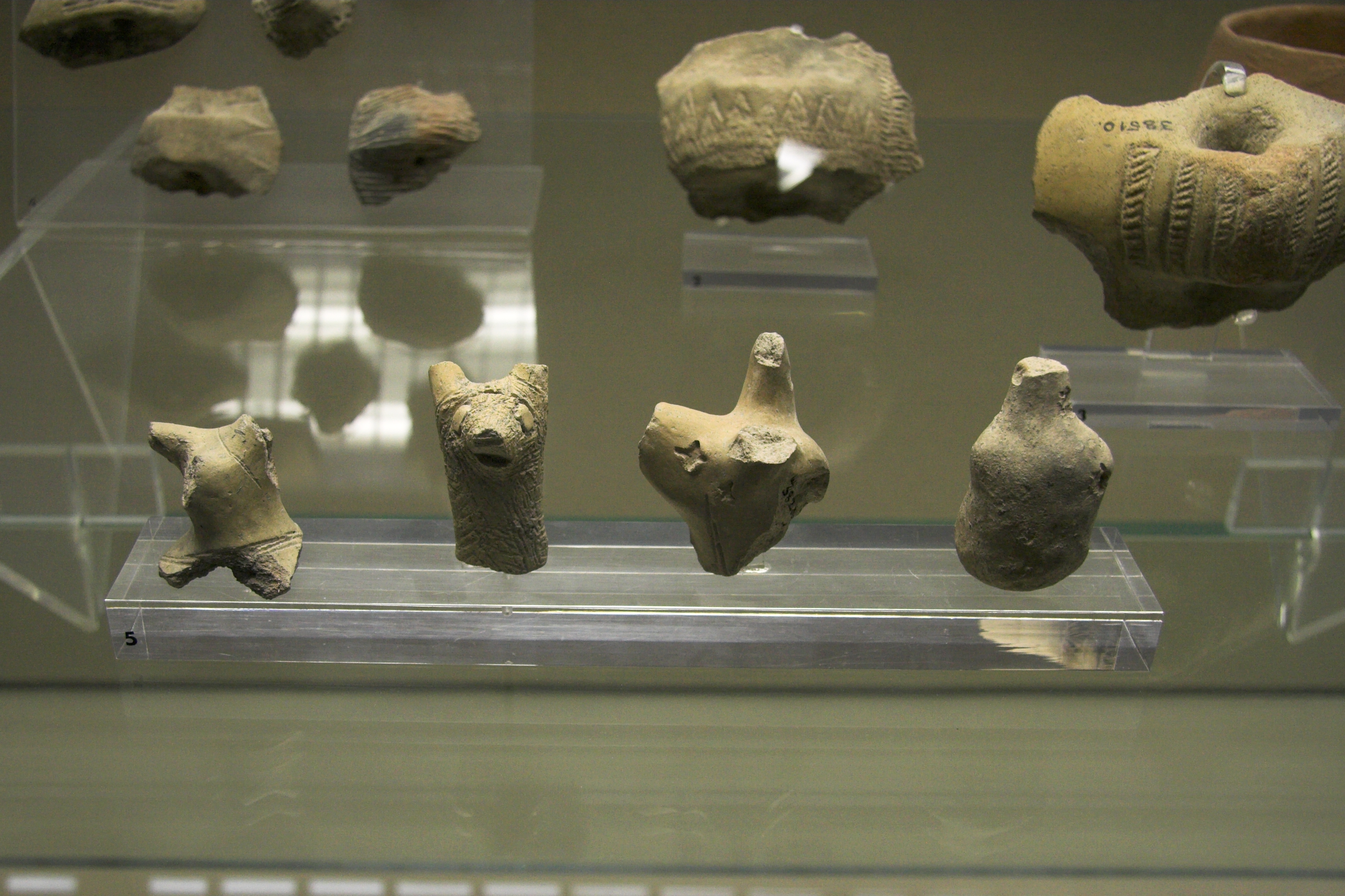
Frammenti di statuette in terracotta della cultura di Stentinello (Museo archeologico regionale di Siracusa)

La cultura di Stentinello è una cultura del Neolitico in Italia, il cui sviluppo inizia circa dalla metà del VI millennio a.C.. Prende il nome dal sito di Stentinello, presso Siracusa, nella Sicilia sud-orientale. Il villaggio preistorico fu scavato parzialmente alla fine dell'Ottocento ad opera di Paolo Orsi. Altre ricerche vi furono condotte agli inizi del Novecento e negli anni 1960.

## Datazione e estensione geografica
Come la maggior parte delle culture di questo periodo, la cultura di Stentinello è stata definita essenzialmente grazie alle forme e alle decorazioni della ceramica, che compare in numerosi siti in Sicilia, nella Calabria centrale e meridionale, nelle Isole Eolie e fino a Malta. Corrisponde ad una delle numerose culture derivate dall'evoluzione della cultura della ceramica impressa, che segna l'inizio del neolitico.
I siti più antichi nella quale la ceramica caratteristica è stata rinvenuta si datano alla metà del VI millennio a.C., mentre la datazione di quelli più recenti è incerta, a causa di possibili mescolanze stratigrafiche. La prosecuzione di questa cultura fino alla fine del V millennio a.C. è dunque in larga parte ipotetica.

## Economia e organizzazione sociale
Le popolazioni della cultura di Stentinello vissero essenzialmente di agricoltura e di allevamento: pecore e capre sembrano essere state le specie domestiche dominanti. Sono attestate anche diverse attività artigianali (recipienti in ceramica o utensili in pietra scheggiata).
Al più tardi da questo periodo è iniziato lo sfruttamento dell'ossidiana di Lipari, come testimonia il sito di Castellaro Vecchio, rinvenuto nella parte nord-occidentale di quest'isola L'ossidiana venne utilizzata soprattutto in Sicilia e in Calabria, dove spesso oggetti in questo materiale costituiscono la maggior parte degli utensili in pietra scheggiata. L'ossidiana di Lipari arrivò fino in Italia settentrionale e sulla costa orientale del mar Adriatico. L'ossidiana circolava in forma di blocchi parzialmente regolarizzati. L'ossidiana dell'isola di Pantelleria raggiunse anch'essa il sud e l'ovest della Sicilia in questo periodo.
Furono sfruttati anche diversi giacimenti di selce: quello dei Monti Iblei è utilizzato per realizzare schegge con la tecnica a pressione, che ritroviamo fin sull'isola di Lipari, ma anche in Calabria e senza dubbio fino a Malta.

## Siti e loro distribuzione
I villaggi, costituiti da capanne, erano concentrati nelle regioni favorevoli all'agricoltura. Diversi erano circondati da fossati circolari, in particolare nei dintorni di Siracusa: a Stentinello il fossato circondava un'area di 253 x 237 m, misurava tra 1,4 e 1,3 m di profondità e tra 1,5 e 3,6 m di larghezza.

## Materiali

### Ceramica
La ceramica, inizialmente di impasto grossolano, di colore bruno, divenne in seguito più raffinata ed era spesso di alta qualità. Era modellata a mano, senza tornio. Le giare, le pentole, le tazze, le scodelle a labbro rientrante e le bottiglie sono le forme più frequenti. Le forme aperte (con l'apertura più grande del corpo) prevalgono nel periodo più antico, mentre successivamente prevalgono le forme chiuse.
Le decorazioni, molto varie, formano bande o zone geometriche, costituite da zig zag, piccoli cerchi, fiamme o puntini. Caratteristici sono i rombi che rappresentano occhi stilizzati. Le decorazioni sono incise o impresse con le unghie o con punzoni o con conchiglie nell'argilla prima della cottura e successivamente sono riempite da pasta bianca, dando al vasellame un aspetto policromo.
Le decorazioni e la loro tecnica di realizzazione permettono di definire diversi stili regionali, come ad esempio lo stile di Kronio, attestato dalla regione di Agrigento nel centro-sud fino a Bruca, nella parte sud-orientale dell'isola.

### Utensili in pietra scheggiata
Gli utensili in pietra scheggiata sono dominati da schegge realizzate principalmente nella selce dei Monti Iblei e nell'ossidiana di Lipari. Fu utilizzato sicuramente anche un altro tipo di selce, il cui giacimento, nella parte ovest dell'isola, non è ancora stato localizzato. Le schegge erano lavorate con diverse tecniche a pressione.
Le schegge furono utilizzate in forma di segmenti più o meno lunghi, destinati ad essere inseriti in manici per servire a differenti usi. L'usura di alcuni esemplari indica un loro impiego come falcetti.

### Produzioni artistiche
Sono attestate con una certa frequenza anche statuette in terracotta rappresentanti animali.